# Franklin Park (Pensilvânia)
Franklin Park é um distrito localizado no estado norte-americano da Pensilvânia, no Condado de Allegheny.

## Demografia
Segundo o censo norte-americano de 2000, a sua população era de 11.364 habitantes.
Em 2006, foi estimada uma população de 11.840, um aumento de 476 (4.2%).

## Geografia
De acordo com o United States Census Bureau tem uma área de 35,2 km², dos quais 35,2 km² cobertos por terra e 0,0 km² cobertos por água.

## Localidades na vizinhança
O diagrama seguinte representa as localidades num raio de 8 km ao redor de Franklin Park.